# Charles Haddon Spurgeon
Charles Haddon Spurgeon, általában csak C. H. Spurgeon (ejtsd: Szpördzsön) (Kelvedon, 1834. június 19. – Menton, 1892. január 31.) angol fundamentalista baptista prédikátor volt. A 19. század egyik legnépszerűbb prédikátora lett, aki vasárnaponként rendszeresen hatezer fős tömeget vonzott a londoni székhelyű Metropolitan Tabernacle templomába  és aki a mai napig hatással van egyes protestáns keresztény felekezetekre. Bizonyos keresztény körökben a „prédikátorok fejedelme”ként tartják számon. Az általa alapított, ma már nevét viselő jótékonysági szervezet világszerte számos családnak és gyermeknek segített. Prédikációit még életében több mint 30 nyelvre fordították le és adták ki.

## Élete

### Kezdetek
1834-ben született egy kis kunyhóban Essexben, Angliában. Mielőtt egy éves lett volna, a család Colchesterbe költözött. Spurgeon apja lelkész volt, aki független gyülekezeteket szolgált ki a környéken.
A szüleinek 17 gyermeke volt, akik közül csak nyolc élte túl a csecsemőkort. A pénzügyi korlátok miatt ő maga körülbelül 18 hónapos korában a nagyszüleihez került Stambourne-ba. Nagyapja, James Spurgeon népszerű prédikátor volt, aki több mint 50 évig szolgált egy stambourne-i gyülekezetben.
Gyermekként sok időt töltött nagyapja plébániájának és templomának felfedezésével, és számos titkos helyet talált, ahol elbújhat és elmenekülhet az élet kihívásai elől. Kedvenc helye a padláson volt, egy titkos kis szobában, ahol számtalan könyvet fedezett fel, és beleszeretett a puritán könyvekbe.
A puritánok a 16-17. századi protestánsok voltak, akik azt akarták, hogy az angliai egyház szigorúbb legyen az erkölcseiben. Különösen megszerette John Bunyan A zarándok útja című művét. (Élete során Spurgeon több mint 100 alkalommal olvasta el a könyvet.) A padláson a Szentírásról és a keresztény mártírokról szóló könyvek is voltak. Ezek olvasása biztos teológiai hátteret biztosított neki.
A fiatal Spurgeon beleszeretett az olvasásba. Önéletrajzában később leírta, milyen hatással volt rá az olvasás: "A sötét szobából még fiatal koromban kihoztam a régi szerzők műveit, és soha nem voltam boldogabb, mint amikor a társaságukban voltam." 
Ez a könyvszeretet egy életen át tartott. Felnőtt korára átlagosan heti hat könyvet olvasott el. Halálakor a személyes könyvtárában 12 ezer könyv volt. 
A megtérése 1850. elején történt, tizenöt éves korában. Egy találkozóra menet a váratlanul feltámadó hóvihar arra kényszerítette, hogy egy közeli metodista kápolnában keressen menedéket, ahol éppen istentiszteletet tartottak. Itt hallotta az Ésaiás  45:22-t – Térjetek én hozzám, hogy megtartassatok földnek minden határai, mert én vagyok az Isten, és nincsen több! -, ami arra ösztönözte őt, hogy teljes életét Istennek szentelje.
Még ugyanabban az évben, április 5-én a newmarketi gyülekezet tagja lett. A bemerítkezésére május 3-án került sor a Lark folyóban, Isleham mellett. Az év folyamán Cambridge-be költözött. Első prédikációját 1850-51 telén tartotta egy tevershami kunyhóban. Ekkor egy kis baptista gyülekezet lelkésze lett Waterbeach-ben (Cambridgeshire); itt jelent meg első értekezése 1853-ban.

### New Park Street
1854 áprilisában, négy évvel a megtérése és három hónapnyi próbaidős prédikáció után a 19 éves Spurgeont meghívták pásztornak a híres londoni New Park Street Chapelbe. Akkoriban ez volt a legnagyobb baptista közösség Londonban, habár létszáma egyre csökkent az évek folyamán. 
Spurgeon jó barátokra talált Londonban a többi pásztor között, ilyen volt például az idős William Garrett Lewis (Westbourne Grove Egyház), aki Spurgeonnal közösen megalapította a Londoni Baptista Egyesületet.
Prédikációs képessége miatt a Park Streetbe való érkezése után néhány hónap alatt híressé vált. 
A „fiú prédikátor” – ahogy ismerték, – érkezése idején a gyülekezetnek 232 tagja volt. Amikor 38 évvel később meghalt, a gyülekezet tagjainak száma meghaladta az ötezer főt, amivel akkoriban a világ legnagyobb független gyülekezete volt.

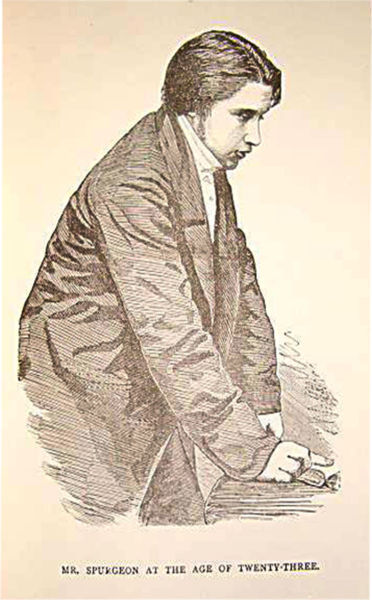
23 évesen

A következő évben kiadták az első prédikációit a "New Park Street-i szószék" címen. Spurgeon prédikációi nyomtatásban jelentek meg minden héten, igen magas példányszámban. A Biblián alapuló prédikációi, habár nem voltak lényegében lázadóak, nyíltan és egyértelműen felhívták az embereket, hogy vegyék figyelembe Jézus Krisztus szavait. Az 1892-ben bekövetkezett haláláig majdnem 3600-szor prédikált és kiadott 49 kötetnyi kommentárt, beszédet, anekdotát, illusztrációt, áhítatot.
Hírnevének növekedésével szinte azonnal megjelent a kritika és az ellenvélemény. Az első támadás a sajtó részéről 1855 januárjában az Earthen Vesselben érte. A média támadásai egész élete folyamán végigkísérték.
1855-ben megkeresztelte Susannah Thompsont, és hamarosan feleségül vette. 1856-ban ikerfiai születtek, Thomas és Charles Jr. (Később mindketten prédikátorok lettek.) Betegség miatt Spurgeon felesége 33 éves korára cselekvőképtelenné vált, és nem tudott részt venni férje prédikációin. Otthon azonban segített azzal, hogy az éjszaka közepén jegyzeteket készített neki, amikor valami kinyilatkoztatásra ébredt.
Közben az egyházközösség hamar kinőtte az épületét. Először az Exeter Hallba, majd a Surrey Music Hallba költöztek. Ezeken a helyeken Spurgeon gyakran prédikált a több mint tízezer fős hallgatóságnak. 22 éves korában ő volt a nap leghíresebb prédikátora.
1856. október 19-én, amikor Spurgeon először prédikált a Surrey Gardens Music Hallban, valaki elkiáltotta magát a tömegben: "Tűz van!". Az ezt követő pánik és eszeveszett menekülés sok halottat hagyott maga után. Ez az esemény érzelmileg teljesen lesújtotta Spurgeont, és kijózanító hatással volt rá. Évekig harcolt a depresszió ellen.
Walter Thornburry később megírta az "Ó- és Új-London"-ban (1897) az ezutáni találkozót Surreyben: 
A 10000 lélekből álló gyülekezet a hallba beáramolva feltöltötte a galériákat, mint egy zümmögő, hemzsegő zajongó méhkas. A tömeg mohón foglalta el a legjobb helyeket, aztán minden helyet. Több mint félórás várakozás után - ha ülőhelyet akarsz, legalább annyi idővel előbb kell jönnöd - Mr. Spurgeon felment a szószékhez. A morajló, zajongó, és dübörgő sokaság sikeresen lecsöndesedett, és egy izgatott várakozó hangulat lett úrrá a tömegen, amit a prédikátor ki is használt a körülbelül két órás prédikációja során. Nem célom rövid összefoglalást mondani az elhangzottakról. A hangjáról elég annyit mondani, hogy az ereje, és a mélysége elegendő volt, hogy minden egyes embert elérjen abban a hatalmas tömegben; a nyelvezetéről, hogy nem volt sem fennkölt, sem igénytelen; a stílusáról, hogy olykor családias, olykor rendkívül szónokias, de mindig vidám és gyakran ékesszóló; Tanításáról, hogy se a kálvinizmus, se a baptizmus nem kerül előtérbe a küzdelme során, amiben Mr. Spurgeon fáradhatatlanul veszi fel a harcot az evangélium fegyvereivel az ateizmus, a lustaságból fakadó tehetetlenség, a képmutatás, a büszkeség és azokkal a titkon melengetett bűnökkel, amik olyan könnyen sakkban tartják az embert a mindennapok során. Összegezve a szavait, elég annyit mondani, magáról az emberről, hogy a nyílt őszinteségével meggyőző erejével igen nagy hatással lehet az emberre.

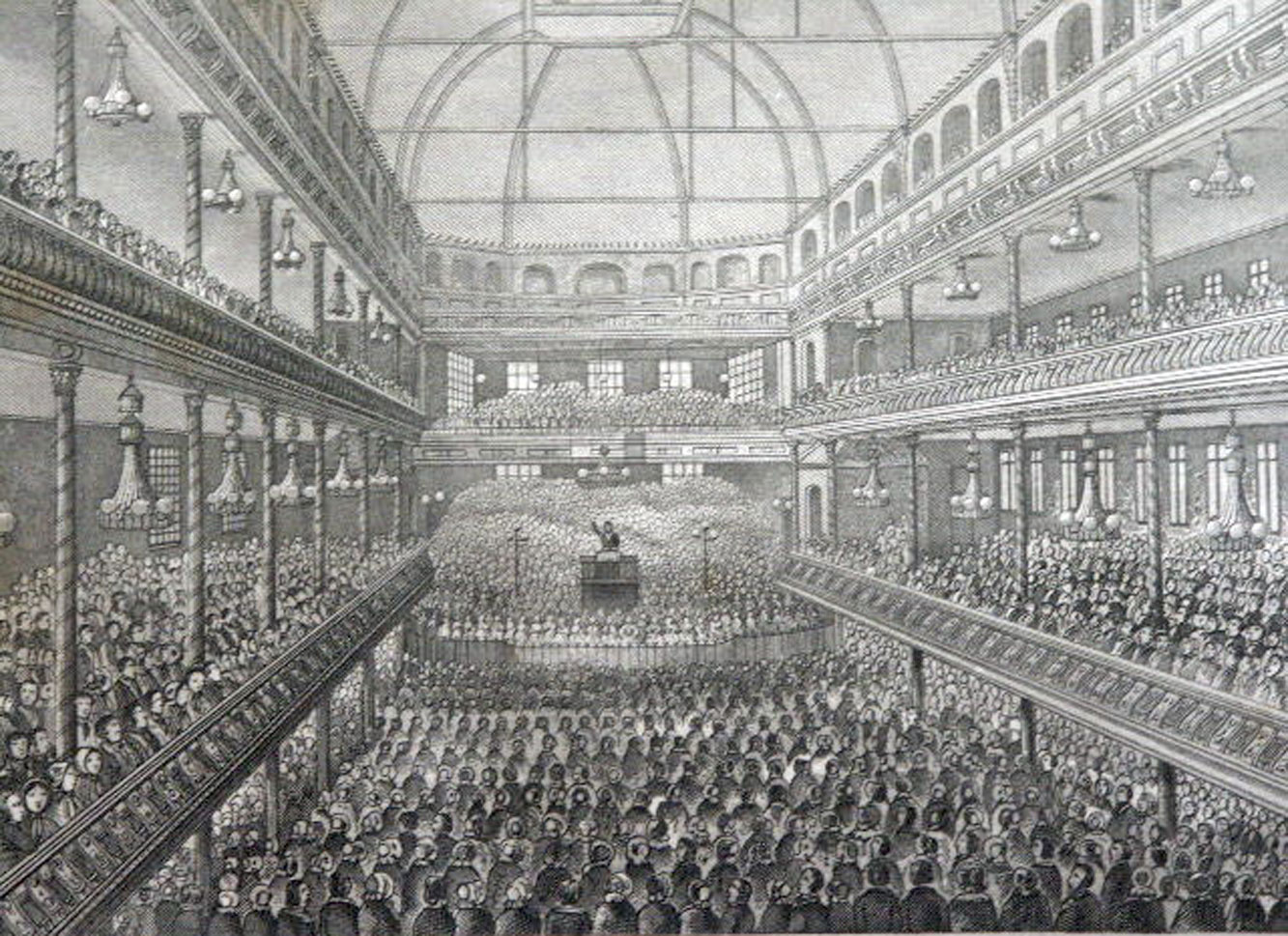
Spurgeon prédikál a Surrey Music Hall-ban 1858 körül

A munka tovább folyt. 1857-ben Spurgeon megalapította a Pásztorok Kollégiumát, amit 1923-ban átneveztek Spurgeon Kollégiumává, amikor átköltözött jelenlegi épületébe, ami a déli Norwood dombon található Londonban. 

### Metropolitan Tabernacle

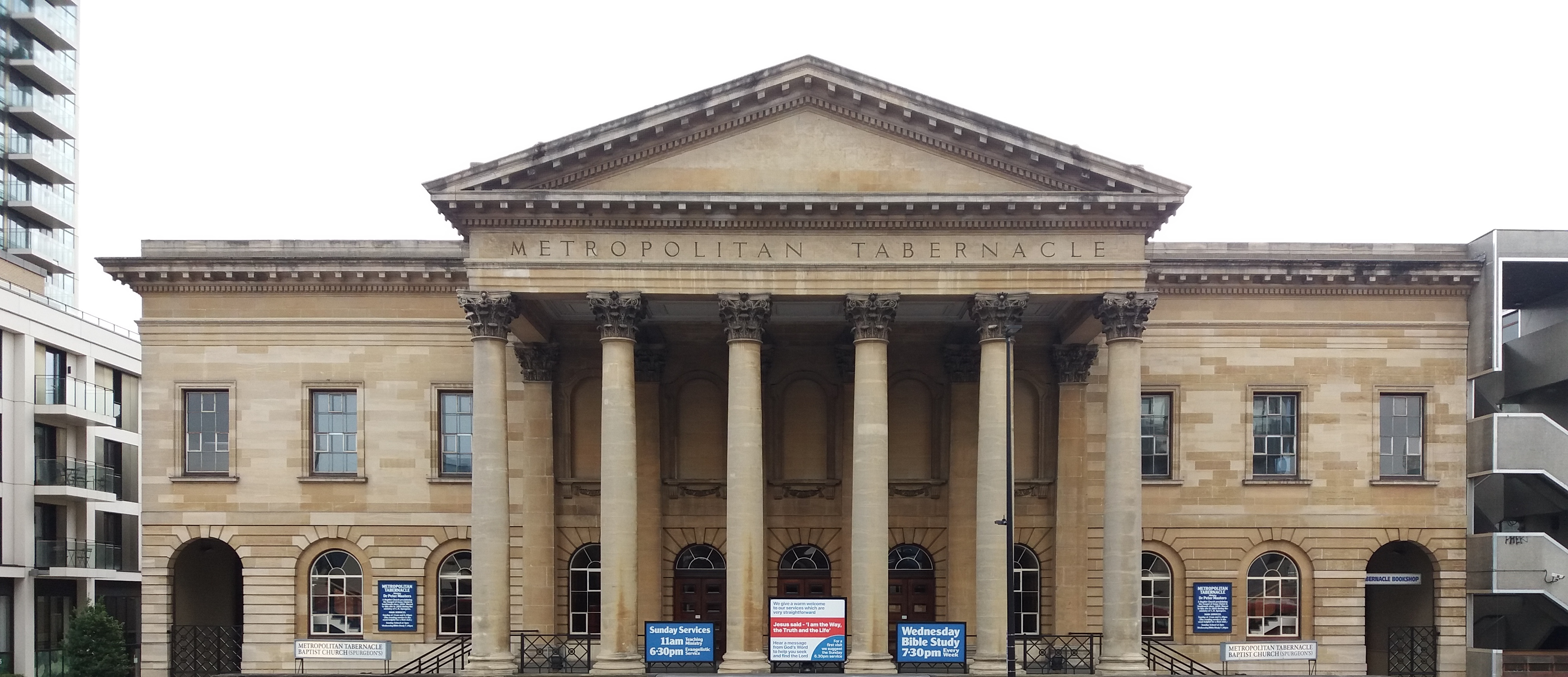
Metropolitan Tabernacle 2019-ben

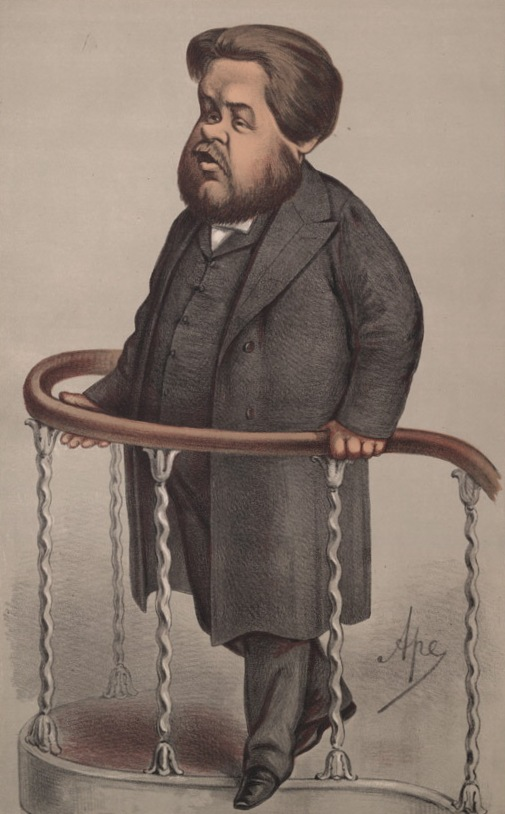
Spurgeon karikatúrája a Vanity Fair magazinban, 1870

Egyszer Spurgeon állítólag több mint 20 ezer fős tömeghez szólt, mindenféle kihangosítás nélkül. Annyira népszerű prédikátor volt, hogy időnként arra buzdította saját gyülekezetének tagjait, hogy ne vegyenek részt az istentiszteleten, hogy az újonnan érkezők hallhassák a beszédét. Megfelelő templomi otthont keresve a gyülekezet úgy döntött, hogy saját templomot épít. A hatezer férőhelyes Metropolitan Tabernacle-t (= Fővárosi Tabernákulum) 1861-ben szentelték fel, és Spurgeon 30 éves hivatali ideje alatt minden vasárnap kétszer is megtelt zsúfolásig.
Az 5000 ülőhelyes és ezer fős állóhelyes Metropolitan Tabernacle volt a legnagyobb templom a saját korában, és előfutárának tekinthető a modern "megachurch"-nak.
Tabernacleban volt, hogy Spurgeon több nap is prédikált egy héten, egészen a 31 évvel később bekövetkezett haláláig. Soha nem hívta az embereket előre megtérésre a prédikációi összefoglalásánál, de mindig felajánlotta a vasárnapi prédikációjánál, hogyha valaki Krisztus keresése mellett döntött, akkor hétfő reggel találkozhattak Spurgeonnal a sekrestyéjében. 
Kivétel nélkül mindig volt valaki az ajtója előtt a következő nap. Mindig leírta a prédikációit, mielőtt prédikált, de a szószékre soha nem vitt föl semmi mást, mint egy emlékkártyát, amibe egy kör volt belekarcolva. Gyorsírók írhatták le az istentiszteletet, ahogy az meg volt tartva. Spurgeonnak így lehetősége lehetett arra, hogy áttekintse a következő nap a másolatokat, hogy azokat azonnal közzé tehessék. A hetenkénti istentiszteletei, amiket 1 penny / darab áron adtak, igen népszerűek voltak, és sorozatuk máig egyike a történelem bestsellereinek.
A prédikációi mellett Spurgeon írt néhány dicséretet, és közzétett egy új dicséretes gyűjteményt 1866-ban, aminek címe : "Our Own Hymn Book" (a mi saját dicséretes könyvünk). Ez lényegében Isaac Watts "Zsoltárok és dicséretek" című könyvének átdolgozása volt, amit eredetileg John Rippon válogatott, Spurgeon baptista elődje. Ami figyelemre méltó, hogy a modern gyakorlattal ellentétben a gyülekezeti dicsőítések mindig a cappella-ban voltak az ő vezetése alatt. 
Spurgeon ezreknek prédikált, és ezreket vezetett az éneklésben mindenféle hang-erősítő nélkül, amik ma vannak. A dicsőítés egy olyan téma volt, amit Spurgeon komolyan vett. Amíg Spurgeon a New Park Streeten prédikált, egy új énekes könyv jelent meg "The Rivulet" címmel. 
1862. június 5-én Spurgeon egy híres prédikációján Bemerítési Regeneráció-n sok gyermek-keresztelő keresztény vezetőt hívott ki azzal, hogy a gyermek keresztelés ellen prédikált. 
Összebarátkozott James Hudson Taylor-al, a nemzetközi China Inland Mission (Belső Kínai Küldetés) megalapítójával. Spurgeon pénzzel támogatta a küldetést, és sok munkára váró misszionáriust küldött Taylorhoz szolgálatra. A kultúrákon keresztül ívelő evangélista könyv, a "The Wordless Book" elkészítésében is segédkezett. 

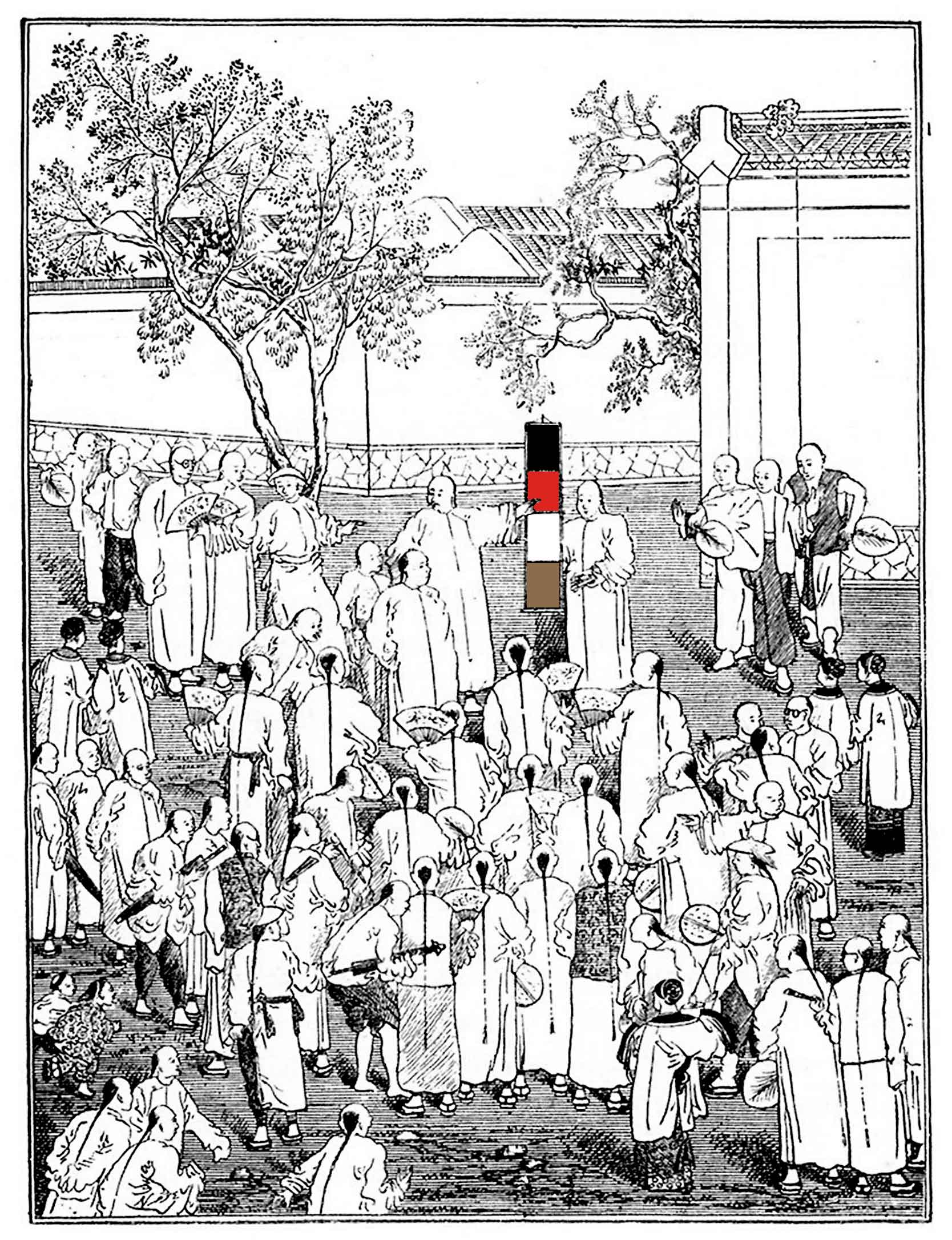
Missionary preaching in China using The Wordless Book

Egy másik felekezetű embert követve, akit ő csodált – George Muller-t – Spurgeon megalapította a Stockwell Árvaház-at, ami 1867 óta tárt kapukkal várta a fiúkat és 1879 óta a lányokat is. Ez az árvaház egészen a második világháborúig működött Londonban, amikor lebombázták. 
   Az árvaház később Spurgeon Gyermekgondozója néven vált ismertté, ami még ma is létezik.
David Livingstone misszionárius 1873-ban bekövetkezett halálakor megtalálták Livingstone tulajdonai között Spurgeon nyomtatott prédikációinak egy nagyon használt másolatát, kézzel írott kommenttel az első lap tetején: "Nagyon jó, D.L.". Ez a papír nála volt Afrikai útjai során. Ezt később visszaküldték Spurgeonnak, aki kincsként őrizte. 

### A degradálás-vita
Lelkes fundamentalistaként nem bízott a modern bibliakritika tudományos módszereiben és filológiai megközelítésében és kilépett az egyre liberálisabb Baptista Unióból.
Az első baptista vita 1887-ben tört ki, Spurgeon első "degradálás" (downgrade = minőségi romlás/lealacsonyítás) cikkével, ami a The Sword & the Trowel-ben tettek közzé. A degradálás-vita következtében a Metropolitan Tabernacle gyülekezetet kitaszították a Baptista Egyesületből, létrehozva ezzel a világ legnagyobb egyedülálló gyülekezetét, ami előhírnöke a 20. század nagy-gyülekezeteinek. 
A vita Spurgeon cikkének címéről kapta nevét, ami bírálja a többi baptista nézeteit a Bibliával kapcsolatban (például, lealacsonyították a Bibliát, és a sola scriptura alapelveit). 
Spurgeon azt állította, hogy a Graf-Wellhausen-elmélet, Charles Darwin evolúciós elmélete és más elméletek növekvő térnyerése gyengítették a Baptista Uniót. A patthelyzetben, ami még a Collégium tanulóit is megosztotta, mindkét oldal a másikat okolta olyan növekvő problémák miatt, amiknek nem kellett volna növekednie

### Utolsó évei és halála
A felesége gyakran túl beteg volt ahhoz, hogy elmenjen otthonról meghallgatni a férjét prédikálni. Spurgeon maga is betegeskedett utolsó éveiben. A betegség, amitől szenvedett, a reuma, a köszvény és a Bright fertőzés kombinációjából állt. 
Gyakran vonult vissza a francia riviérára, Menton-ba, hogy visszanyerje az egészségét. Itt is halt meg 1892 elején. A felesége és gyerekei túlélték őt. 
A londoni West Norwood temetőben helyezték végső nyugalomra, ahol a sírját még mindig látogatják csodálói.

## Művei

### Angolul
- Able To The Uttermost
- According To Promise
- All of Grace
- An All Round Ministry
- Around the Wicket Gate
- Barbed Arrows
- C. H. Spurgeon’s Autobiography
- Chequebook Of The Bank Of Faith, The
- Christ’s Incarnation
- Come Ye Children
- Commenting and Commentaries
- The Dawn of Revival, (Prayer Speedily Answered), Diggory Press ISBN 978-1-84685-682-2
- Devotional thoughts on the Pentateuch – Charles H. Spurgeon compiled by Larry Brown, Evangelical Press ISBN 978-0-85234-654-9
- Devotional thoughts on Matthew and Mark – Charles H. Spurgeon compiled by Larry Brown, Evangelical Press ISBN 978-0-85234-663-1
- Down Grade Controversy, The
- Eccentric Preachers
- Feathers For Arrows
- Flashes Of Thought
- Gleanings Among The Sheaves
- Good Start, A
- Greatest Fight In The World, The
- Home Worship And The Use of the Bible in the Home (American reprint of "The Interpreter" with the devotions of Rev. Joseph Parrish Thompson)
- Interpreter, The or Scripture for Family Worship
- John Ploughman’s Pictures
- John Ploughman’s Talks — the Gospel in the language of "plain people"
- Lectures to My Students — Four volumes of lectures to students of college Spurgeon established
- Metropolitan Tabernacle Pulpit, The
- Miracles and Parables of Our Lord—Three volumes
- New Park Street Pulpit, The
- Only A Prayer Meeting
- Our Own Hymn Book edited by Spurgeon and he authored several hymns
- Pictures From Pilgrim’s Progress
- The Preachers Power and the Conditions of Obtaining it Diggory Press ISBN 978-1-84685-635-8
- Saint And His Saviour, The
- Sermons In Candles
- Sermons On Unusual Occasions
- Soul Winner, The
- Speeches At Home And Abroad
- Spurgeon's Commentary on Great Chapters of the Bible compiled by Tom Carter
- Spurgeon’s Morning and Evening — a book of daily devotional readings
- Sword and The Trowel, The — a monthly magazine edited by Spurgeon
- Till He Come
- Treasury of David, The — a multi-volume commentary on the Psalms
- We Endeavour
- The Wordless Book
- Words Of Advice
- Words Of Cheer
- Words Of Counsel

Az írásait számtalan nyelvre fordították le.

### Magyarul
1886–1945 között kiadottak
- Szántó János beszédei az eke mellől, vagyis Jó tanács mindenféle ember számára. Népkönyv; ford. Bierbrunner Gusztáv; Berkovits Ny., Kula, 1886
- Harmatgyöngyök és aranysugarak. Mindennapi házi ájtatosságok; összeáll. C. H. Spurgeon, előszó C. C. G. Behrmann, ford. Bertalan Sándor, Bodoky Lajos; M.O.B. Kvny., Bp., 1911
- A kapu előtt. Szózat az Úr Jézus Krisztusban való hitről azokhoz, kik őt keresik; ford. V. D.; Evangéliumi–MOB Kiadó, Bp., 1925
- Spurgeon H. Károly: Aranysugarak. Rövid esti elmélkedések az év minden napjára, 1-4.; Evangéliumi–Baptista Könyvker., Bp., 1934
- Szántó János beszédei. 1.; ford. Szabadi Gusztáv; Evangéliumi–Magvető, Bp., 1937
- Mit beszélnek a gyertyák? Két felolvasás; Magvető, Bp., 1937
- Példázatok a vallásról, a Bibliáról, Istenről és az emberről; ford. Kutas Kálmán; Evangéliumi–Üzenet, Bp.–Kecskemét, 1939 ("Üzenet" könyvtár)
- Gondolatok; átdolg. Lant Emil; Olajág, Bp., 1943
- Csak kegyelemből; ford. Fejér Gyula; Olajág, Bp., 1944

1945–1990
- Ezer kalász. C. H. Spurgeon igehirdetésének mezejéről; összeáll., ford. Lant Emil; Evangéliumi Iratmisszió, Tuttlingen, 1974
- Otto Schaude–Lotte Bormuth: Hinni, tanítani, nevelni / C. H. Spurgeon: Jöjjetek gyermekek!; Evangéliumi, Stuttgart, 198?
- Minden kegyelemből van. Néhány komoly szó azokhoz, akik üdvösségre vágynak az Úr Jézus Krisztusban / Házának ajtaja nyitva áll; Evangéliumi, Stuttgart, 1987
- Isten ígéreteinek tárháza azaz A hit csekkfüzete naponkénti használatra, rövid gyakorlati magyarázatokkal; Primo–Evangéliumi, Bp.–Stuttgart, 1989

1990 után kiadottak
- Minden kegyelem! Néhány komoly szó azokhoz, akik üdvösségre vágynak az Úr Jézus Krisztusban / Házának ajtaja nyitva áll; Primo, Bp., 1992
- Hinni, tanítani, nevelni / A család a Biblia tükrében / Titkos társaink gyermekeink nevelésében / A Bibliával felnövekedni / "Jöjjetek gyermekek". Szülőknek és tanítóknak szóló könyv a gyermekek keresztyén neveléséről; Evangéliumi Kiadó és Iratmisszió–Primo, Bp., 1993
- Üdvösség Isten ingyen kegyelméből. Ch. H. Spurgeon válogatott szolgálatai; Evangéliumi Kiadó és Iratmisszió, Bp., 1994
- "Az Úr gondot visel"; Evangéliumi Kiadó és Iratmisszió, Bp., 1996
- Szántó János beszédei. Egy vidám földműves életbevágó tanácsai; ford., átdolg. Szabadi Gusztáv; jav. kiad.; Evangéliumi Kiadó és Iratmisszió–Szt. Gellért, Bp., 2002
- Mindig időszerű gondolatok; Evangéliumi Kiadó és Iratmisszió, Bp., 2002
- 1500 bölcs gondolat a keskeny és a széles úton járóknak; szerk. Nagy Alexandra, Vohmann Péter; Evangéliumi Kiadó és Iratmisszió–Szt. Gellért, Bp., 2002
- Elvégeztetett! Krisztusnak hét szava a kereszten; Evangéliumi Kiadó és Iratmisszió, Bp., 2003
- A lélekmentő; ford. Chiciudean Miklós; Presbiteriánus, Miskolc, 2004
- Mi a hit, és hová vezet?; Evangéliumi, Bp., 2004
- Tanácsok azoknak, akik az Úr Jézusnak szeretnének szolgálni; Evangéliumi, Bp., 2004
- Ígéret szerint. Isten ígéretei minden keresztyén számára; Evangéliumi, Bp., 2004
- Hogyan nyerek meg gyermekeket az Úr Jézusnak?; Evangéliumi, Bp., 2006
- Mit beszélnek a gyertyák?; Evangéliumi, Bp., 2006
- Van segítség! / Mennyit ér a jótett?; Evangéliumi, Bp., 2008
- A hit nemes harca. Ószövetségi igehirdetések; Evangéliumi, Bp., 2012
- Láttuk Jézus Krisztus dicsőségét. Igehirdetések az Úr Jézus csodáiról; Evangéliumi, Bp., 2014
- Én, az Úr vagyok a te gyógyítód (2Mózes 15, 26). Vigasztalás Krisztusban hívő betegeknek, szomorkodóknak és szükséget szenvedőknek; Evangéliumi, Bp., 2015
- Ha vetünk, aratunk is. Szántó János újabb vidám bölcselkedései; sajtó alá rend. Nagy Alexandra; Evangéliumi–Szt. Gellért, Bp., 2017
- Krisztus az Ószövetségben. Ébredések prédikációk ószövetségi jelképek alapján; Evangéliumi, Bp., 2018